# Emrah Karaduman
Emrah Karaduman (Samsun, 4 novembre 1992) è un cantautore turco.

## Biografia
Originario della costa turca del mar Nero, Emrah Karaduman ha sviluppato il suo talento musicale al conservatorio, che tuttavia non ha potuto completare per difficoltà economiche, che lo hanno portato a cercare un lavoro come barista prima nella sua città natale, poi a Istanbul. Qui è stato scoperto dai musicisti di Hande Yener, che gli hanno offerto di lavorare con loro. Emrah Karaduman ha così iniziato a collaborare come autore di brani e arrangiatore non solo con Hande Yener, ma anche con altri popolari cantanti turchi, fra cui Demet Akalın, İrem Derici, Emir, Bengü, Mustafa Ceceli, Murat Boz e Hadise.
Nel 2015 ha avviato la sua carriera di cantante, pubblicando il suo album di debutto Toz duman su etichetta discografica Doğan Music Company. L'anno successivo ha collaborato con Aleyna Tilki sul singolo Cevapsız çınlama, il cui video musicale è diventato il più visualizzato della storia in Turchia su YouTube, con oltre 450 milioni di visualizzazioni al 2019. Il suo secondo album, BombarDuman, è uscito nel 2018.
Nel marzo 2024 Karaduman ha ottenuto la sua prima numero uno nella Turkey Songs con Bir imkansız var, una collaborazione con Merve Özbey.

## Discografia

### Album in studio
- 2015 – Toz duman
- 2018 – BombarDuman

### Singoli
- 2013 – Kick Drum
- 2015 – Dark City
- 2016 – Cevapsız çınlama (con Aleyna Tilki)
- 2018 – Believe in Me
- 2019 – Ara beni (feat. Çağla)
- 2019 – Ben ölmeden önce (con Buray)
- 2019 – Never Letting Go
- 2020 – Güllerim soldu (feat. Dila Uzun)
- 2020 – All Night
- 2021 – Love Got You
- 2021 – Back to You
- 2021 – Policestanbul
- 2021 – İllallah (feat. Emirhan Çakmak)
- 2022 – Yuh Yuhh (con Yasin Keleş e Selda Bağcan)
- 2022 – Wave
- 2022 – Kaptan (con Merve Özbey)
- 2022 – Tiempo
- 2023 – On My Mind
- 2023 – Green Pine
- 2023 – Love Drunk
- 2023 – Good Time
- 2023 – Watch
- 2023 – Bir imkansız var (con Merve Özbey)